# Xã Dale, Quận Lyon, Iowa
Xã Dale (tiếng Anh: Dale Township) là một xã thuộc quận Lyon, tiểu bang Iowa, Hoa Kỳ. Năm 2010, dân số của xã này là 223 người.